# Eriopisa mochimae
Eriopisa mochimae is een vlokreeftensoort uit de familie van de Eriopisidae. De wetenschappelijke naam van de soort is voor het eerst geldig gepubliceerd in 2003 door Van Der Ham & Vonk.